# Кастро (округ)
Округ Кастро (англ. Castro County) расположен в США, штате Техас. Официально образован в 1876 году и назван в честь Анри Кастро — генерального консула Республики Техас во Франции. По состоянию на 2000 год, численность населения составляла 8285 человек. Окружным центром является город Диммитт.

## География
По данным Бюро переписи США, общая площадь округа равняется 2329 км², из которых 2327 км² суша и 2 км² или 0,11% это водоёмы.

### Соседние округа
- Деф-Смит (север)
- Лам (юг)
- Пармер (запад)
- Рандолл (северо-восток)
- Суишер (восток)
- Хейл (юго-восток)

## Демография
По данным переписи населения 2000 года в округе проживало 8285 жителей, в составе 2761 хозяйств и 2159 семей. Плотность населения была 4 человека на 1 квадратный километр. Насчитывалось 3198 жилых дома, при плотности покрытия 1 постройка на 1 квадратный километр. По расовому составу население состояло из 75,35% белых, 2,27% чёрных или афроамериканцев, 1,17% коренных американцев, 0,02% азиатов, 0,01% коренных гавайцев и других жителей Океании, 19,12% прочих рас, и 2,05% представители двух или более рас. 51,65% населения являлись испаноязычными или латиноамериканцами.
Из 2761 хозяйств 40,9% воспитывают детей возрастом до 18 лет, 65,1% супружеских пар живущих вместе, в 8,7% семей женщины проживали без мужей, 21,8% не имели семей. На момент переписи 20,5% от общего количества живут самостоятельно, 10,2% лица старше 65 лет, живущие в одиночку. В среднем на каждое хозяйство приходилось 2,98 человека, среднестатистический размер семьи составлял 3,45 человека.
Показатели по возрастным категориям в округе были следующие: 33,1% жители до 18 лет, 9% от 18 до 24 лет, 24,3% от 25 до 44 лет, 20,9% от 45 до 64 лет, и 12,7% старше 65 лет. Средний возраст составлял 32 года. На каждых 100 женщин приходилось 100,5 мужчин. На каждых 100 женщин в возрасте 18 лет и старше приходилось 98,2 мужчин.
Средний доход на хозяйство в округе составлял 30 619 $, на семью — 35 422 $. Среднестатистический заработок мужчины был 25 379 $ против 20 433 $ для женщины. Доход на душу населения был 14 457 $. Около 15,17% семей и 19% общего населения находились ниже черты бедности. Среди них было 25,3% тех кому ещё не исполнилось 18 лет, и 13,9% тех кому было уже больше 65 лет.

## Населённые пункты

### Города, посёлки, деревни
- Диммитт
- Назарет
- Харт

### Немуниципальные территории
- Саммерфилд

## Образование
Образовательную систему округа составляют следующие учреждения:
- школьный округ Диммитт[2]
- школьный округ Назарет
- школьный округ Харт[3]